# (3000) Leonardo
(3000) Leonardo (1981 EG19; 1961 XB; 1975 NK1; 1979 UT4; 1979 WC6) ist ein ungefähr zehn Kilometer großer Asteroid des inneren Hauptgürtels, der am 2. März 1981 vom US-amerikanischen Astronomen Schelte John Bus am Siding-Spring-Observatorium in der Nähe von Coonabarabran, New South Wales in Australien (IAU-Code 260) entdeckt wurde.

## Benennung
(3000) Leonardo wurde nach dem Maler, Bildhauer, Architekten, Anatomen, Mechaniker, Ingenieur und Naturphilosophen Leonardo da Vinci (1452–1519) aus der Republik Florenz benannt. Er gilt als der bekannteste Universalgelehrte aus der Gegend des heutigen Italiens. Der Mondkrater Da Vinci (Mondkrater) und der Marskrater Da Vinci (Marskrater) sind ebenfalls nach ihm benannt.